# Grand Prix Formule 1 van Oostenrijk 1980
De Grand Prix Formule 1 van Oostenrijk 1980 werd gehouden op 17 augustus 1980 op de Österreichring.

## Uitslag
| Positie | Nummer | Rijder                | Team           | Ronden | Tijd/Opgave         | Startplaats | Punten |
| ------- | ------ | --------------------- | -------------- | ------ | ------------------- | ----------- | ------ |
| 1       | 15     | Jean-Pierre Jabouille | Renault        | 54     | 1:26:15.73          | 2           | 9      |
| 2       | 27     | Alan Jones            | Williams-Ford  | 54     | +0.82               | 3           | 6      |
| 3       | 28     | Carlos Reutemann      | Williams-Ford  | 54     | +19.36              | 4           | 4      |
| 4       | 26     | Jacques Laffite       | Ligier-Ford    | 54     | +42.02              | 5           | 3      |
| 5       | 5      | Nelson Piquet         | Brabham-Ford   | 54     | +1:02.81            | 7           | 2      |
| 6       | 12     | Elio de Angelis       | Lotus-Ford     | 54     | +1:02.81            | 9           | 1      |
| 7       | 8      | Alain Prost           | McLaren-Ford   | 54     | +1:33.41            | 12          |        |
| 8       | 2      | Gilles Villeneuve     | Ferrari        | 53     | +1 Ronde            | 15          |        |
| 9       | 16     | René Arnoux           | Renault        | 53     | +1 Ronde            | 1           |        |
| 10      | 6      | Héctor Rebaque        | Brabham-Ford   | 53     | +1 Ronde            | 14          |        |
| 11      | 20     | Emerson Fittipaldi    | Fittpaldi-Ford | 53     | +1 Ronde            | 23          |        |
| 12      | 9      | Marc Surer            | ATS-Ford       | 53     | +1 Ronde            | 16          |        |
| 13      | 1      | Jody Scheckter        | Ferrari        | 53     | +1 Ronde            | 22          |        |
| 14      | 29     | Riccardo Patrese      | Arrows-Ford    | 53     | +1 Ronde            | 18          |        |
| 15      | 50     | Rupert Keegan         | Williams-Ford  | 52     | +2 Rondes           | 20          |        |
| 16      | 21     | Keke Rosberg          | Fittpaldi-Ford | 52     | +2 Rondes           | 11          |        |
| NF      | 43     | Nigel Mansell         | Lotus-Ford     | 40     | Motor               | 24          |        |
| NF      | 7      | John Watson           | McLaren-Ford   | 34     | Motor               | 21          |        |
| NF      | 23     | Bruno Giacomelli      | Alfa Romeo     | 28     | Wiel                | 8           |        |
| NF      | 25     | Didier Pironi         | Ligier-Ford    | 25     | Handling            | 13          |        |
| NF      | 3      | Jean-Pierre Jarier    | Tyrrell-Ford   | 25     | Elektrisch probleem | 6           |        |
| NF      | 31     | Eddie Cheever         | Osella-Ford    | 23     | Wiellager           | 19          |        |
| NF      | 4      | Derek Daly            | Tyrrell-Ford   | 12     | Remmen              | 10          |        |
| NF      | 11     | Mario Andretti        | Lotus-Ford     | 6      | Motor               | 17          |        |
| NQ      | 14     | Jan Lammers           | Ensign-Ford    |        |                     |             |        |
| NQ      | 30     | Jochen Mass           | Arrows-Ford    |        | Blessure            |             |        |

## Statistieken
| Pole-position | René Arnoux | Renault | 1:30.27 |
| Snelste ronde | René Arnoux | Renault | 1:32.53 |

## Noot
- Dit was het debuut van de Britse coureur Nigel Mansell (toekomstig wereldkampioen).
- Dit was de vijfentwintigste Grand Prix-start voor een Finse coureur.
- Vijfde snelste ronde voor René Arnoux.

1963 · 1964 · 1970 · 1971 · 1972 · 1973 · 1974 · 1975 · 1976 · 1977 · 1978 · 1979 · 1980 · 1981 · 1982 · 1983 · 1984 · 1985 · 1986 · 1987 · 1997 · 1998 · 1999 · 2000 · 2001 · 2002 · 2003 · 2014 · 2015 · 2016 · 2017 · 2018 · 2019 · 2020 · 2021 · 2022 · 2023 · 2024 · 2025